# Lambertus Nicolaas Holsboer
Lambertus Nicolaas Holsboer (1880 - 1970) was een Nederlands ambtenaar en ingenieur.

## Leven en werk
Holsboer was vanaf begin jaren twintig van de twintigste eeuw directeur van de Dienst Openbare Werken (DOW) van de stad Utrecht. Samen met Hendrik Petrus Berlage had hij een ambitieus plan opgesteld voor de uitbreiding van de stad Utrecht. Het merendeel van de plannen is nooit uitgevoerd. Wel werden de voorziene woonwijken Oog in Al, Elinkwijk en Tolsteeg grotendeels gerealiseerd evenals de zogenoemde As van Berlage.